# Luigi Paiaro
Luigi Paiaro (* 8. September 1934 in Voltabarozza) ist ein italienischer Priester und emeritierter Bischof von Nyahururu.

## Leben
Luigi Paiaro empfing am 12. Juli 1959 die Priesterweihe und wurde in den Klerus des Bistums Padua inkardiniert. Papst Johannes Paul II. ernannte ihn am 4. Januar 2003 zum Bischof von Nyahururu. 
Die Bischofsweihe spendete ihm der Erzbischof von Nyeri, Nicodemus Kirima, am 25. März desselben Jahres; Mitkonsekratoren waren John Njue, Bischof von Embu, und Antonio Mattiazzo, Erzbischof ad personam von Padua.
Am 24. Dezember 2011 nahm Papst Benedikt XVI. das von Luigi Paiaro aus Altersgründen vorgebrachte Rücktrittsgesuch an.